# Dasysyrphus ussuriensis
Dasysyrphus ussuriensis är en tvåvingeart som beskrevs av Günther Enderlein 1938. Dasysyrphus ussuriensis ingår i släktet skogsblomflugor, och familjen blomflugor. Inga underarter finns listade i Catalogue of Life.